# Campeonato Mundial de Curling Mixto Doble de 2026
El XIX Campeonato Mundial de Curling Mixto Doble se celebrará en Ginebra (Suiza) entre el 25 de abril y el 2 de mayo de 2026 bajo la organización de la Federación Mundial de Curling (WCF) y la Federación Suiza de Curling.
Las competiciones se realizarán en el Centro Deportivo Sous-Moulin de la ciudad suiza.